# Margaret Skjelbred

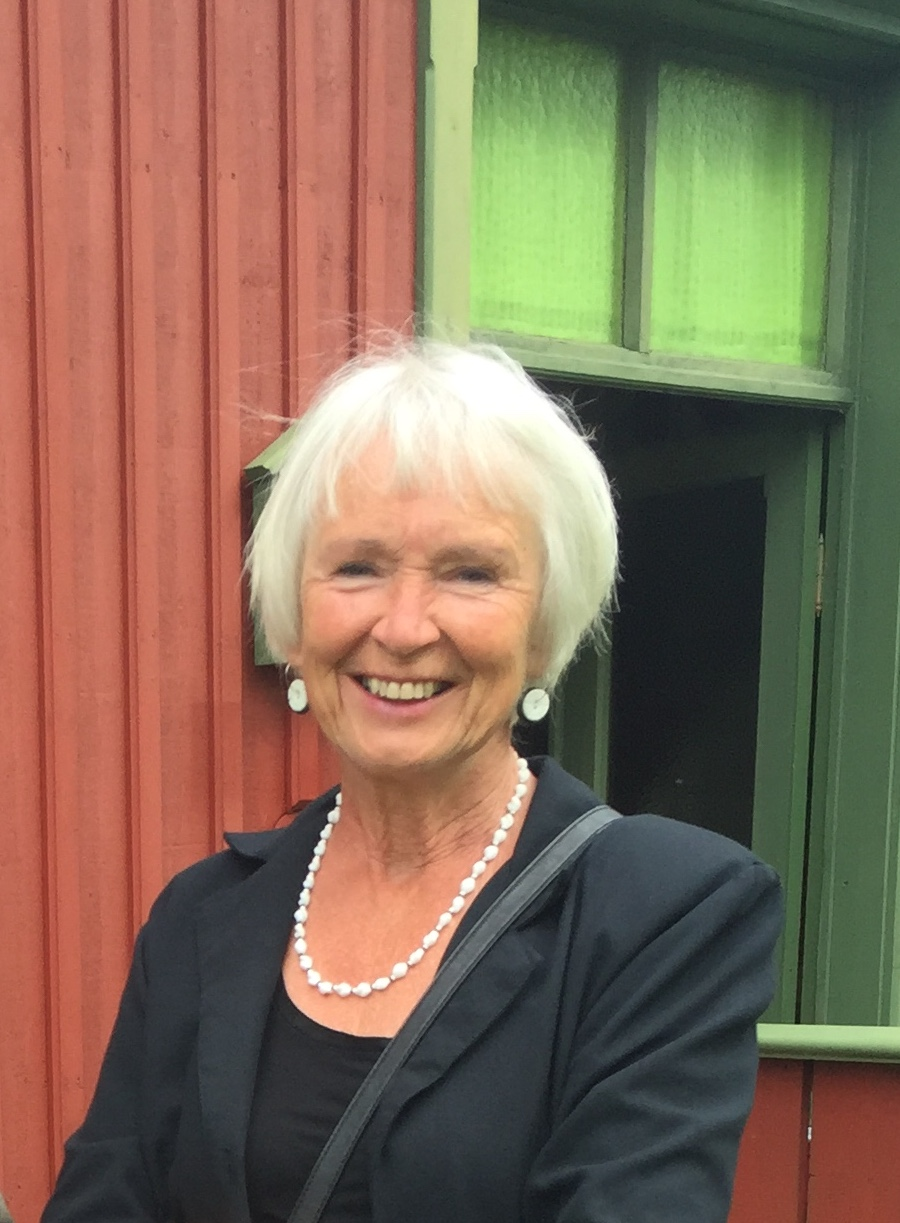
Margaret Skjelbred, 2015

Margaret Skjelbred (* 25. Januar 1949 in Stokke) ist eine norwegische Schriftstellerin.

## Leben und Werk
Skjelbred ist ausgebildete Krankenschwester und arbeitete zwanzig Jahre lang am Zentralkrankenhaus Vestfold. Bekannt geworden ist sie in Norwegen als Lyrikerin. Sie debütierte 1983 mit dem Band „Det er aleine du er“. Es folgten die Gedichtsammlungen „Skilderier“ (1985) und „Bakkesøte, øyentrøst“ (1989), sowie mehrere Kinderbücher.
1997 gab sie mit „Lerkehjerter“ (Lerchenherzen, dt. 1999) ihr Romandebüt. Der Roman ist der erste Teil der Trilogie Die Vestfold-Saga. Es folgten die Teile „Vildresinn“ (1998; Windgesang, dt. 2001) und „Alvemål“ (2000; Elfenecho, dt. 2003). Im Herbst 2001 erschien ihr vierter Roman „Om forlatelse“ (dt. Verzeihung), 2003 folgte „Gulldronning, perledronning“ (Die Perlenkönigin, dt. 2006). Ihr sechster Roman „Andrea D“ erschien 2006. 2009 folgte der autobiographische Roman „Mors bok“ (Mutters Buch), 2011 der Roman „Du skal elske lyset“ (Du sollst das Licht lieben).

### Auszeichnungen
Skjelbred erhielt mehrere norwegische Literaturpreise: Prøysenprisen (1989), Tønsberg kommunes kulturpris (1994), Vestfolds Litteraturpris (2000) und Amalie Skram-prisen (2005).